# Działania bojowe polskiego lotnictwa (1940−1945)
Działania bojowe polskiego lotnictwa (1940−1945) −  działania polskiego lotnictwa myśliwskiego i bombowego na froncie zachodnim i wschodnim w zwalczaniu niemieckich sił powietrznych oraz celów wojskowo-gospodarczych na terenie Niemiec.

## Lotnictwo polskie na froncie zachodnim

### Kampania francuska
Po klęsce wrześniowej większość polskiego personelu latającego i technicznego ewakuowała się przez Rumunię i Węgry do Francji. W kampanii francuskiej (maj–czerwiec 1940) brało udział polskie lotnictwo myśliwskie przydzielane do jednostek francuskich oraz polski 145 dywizjon myśliwski. Oprócz tego wielu lotników polskich oczekiwało na przydział do jednostek lotniczych oraz na samoloty. Polskich pilotów walczących we Francji było 136, zestrzelili 51 samolotów na pewno, 3 prawdopodobnie i 6 uszkodzili. Po klęsce Francji większość personelu lotniczego udała się do Wielkiej Brytanii.

### Bitwa o Anglię

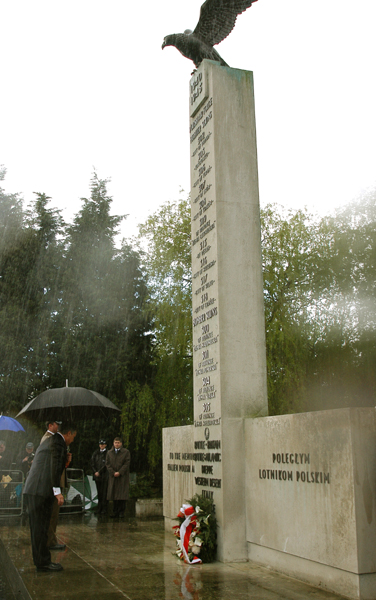
Pomnik Lotników Polskich poległych w czasie II wojny światowej, Northolt Wielka Brytania

W Wielkiej Brytanii w ramach RAF rozpoczęto formowanie i szkolenie załóg polskich dywizjonów − 11 myśliwskich oraz 4 bombowe. Coraz intensywniejsze naloty niemieckie przyśpieszyły udział polskich dywizjonów myśliwskich 302 i 303 w bitwie o Anglię. W walkach z samolotami Luftwaffe polscy piloci, pełniący służbę w dywizjonach RAF oraz w dywizjonach polskich, zestrzelili 203 samoloty i uszkodzili 36. W następnych miesiącach wszystkie dywizjony myśliwskie miały za zadanie zdobycie przewagi w powietrzu nad Anglią i Zachodnią Europą przez niszczenie samolotów Luftwaffe w walkach powietrznych i na lotniskach we Francji, Belgii i Holandii.

### Działania dywizjonów bombowych
W ramach wspólnych operacji RAF Bomber Command, polskie dywizjony bombowe − najpierw 300 i 301, a potem 304 i 305 − brały udział w nalotach na zakłady przemysłowe, lotniska, węzły komunikacyjne i miasta Zagłębia Ruhry oraz na centra większych miast niemieckich, takich jak: Hamburg, Kolonia, Brema, Wilhelmshaven i innych. Bombardowano również niemieckie instalacje wojskowe i porty we Francji, gdzie schroniły  się niemieckie okręty Gneisenau, Scharnhorst i Prinz Eugen. W nocy z 23 na 24 marca i 17 kwietnia 1941 dywizjony 300 i 301 bombardowały Berlin. Z czasem w nalotach brało udział nawet do 1000 bombowców RAF jednocześnie. Powodowało to poważne straty wśród załóg bombowców, zestrzeliwanych przez obronę przeciwlotniczą oraz nocne myśliwce niemieckie - RAF nie dysponował wtedy myśliwcami do osłony bombowców na tak długich trasach.

### Działania lotnictwa myśliwskiego
W operacji desantowej w rejonie Dieppe 19 sierpnia 1942 brało udział 6 polskich dywizjonów myśliwskich. Z ogólnej liczby 95 zestrzelonych w okresie bitwy samolotów 17 zestrzelili Polacy. 
W 1943 polski zespół myśliwski mjr. Stanisława Skalskiego, walcząc w Afryce Północnej, odniósł 28 zwycięstw powietrznych, tracąc tylko 1 samolot.

### Bitwa o Atlantyk
W czasie bitwy o Atlantyk dokonywano minowania portów St. Nazaire, Lorient, Brest, Wysp Fryzyjskich, ujścia Łaby, wybrzeża Holandii i wyspy Helgoland. Celem było zablokowanie możliwości operowania niemieckim U-bootom. Dywizjon bombowy 304 od maja 1942 został przeniesiony do RAF Coastal Command, jego zadaniem była obrona wybrzeża oraz poszukiwanie i niszczenie w Zatoce Biskajskiej i na Atlantyku niemieckich  łodzi podwodnych.

### Loty nad Polskę
301 dywizjon bombowy został przeformowany w kwietniu 1943 w 1586 eskadrę 138 Dywizjonu specjalnego przeznaczenia w celu realizacji zadań wyznaczonych przez Kierownictwo Operacji Specjalnych SOE. Dywizjon dokonywał licznych zrzutów agentów i wyposażenia dla ruchu oporu w okupowanych przez Niemców krajach. Polskie załogi większość tych zadań wykonywały nad terytorium Polski − startując najpierw z Anglii, przelatując nad Danią lub Szwecją, a potem z włoskiego Brindisi. W okresie powstania warszawskiego załogi 1586 Eskadry dokonywały zrzutów broni i amunicji bezpośrednio nad  Warszawą.

### Operacja Overlord
W 1944 polskie dywizjony myśliwskie współdziałały w lotniczym przygotowaniu inwazji we Francji, dokonując licznych nalotów na lotniska, węzły komunikacyjne oraz na zgrupowania transportu niemieckiego. Bezpośredni udział w operacji „Overlord” wzięło 1 Polskie Skrzydło Myśliwskie − 131 skrzydło myśliwskie RAF (dywizjony 302, 308, 317 oraz dywizjon bombowy 305 pozostający w składzie brytyjskiego lotnictwa taktycznego). W początkowej fazie operacji uczestniczyły również pozostałe dywizjony myśliwskie oraz 300 dywizjon bombowy. Zadaniem samolotów myśliwskich była osłona i eskorta bombowców, wsparcie ogniowe wojsk, walka z lotnictwem niemieckim i rozpoznanie powietrzne. Na początku sierpnia 131 skrzydło myśliwskie przebazowało się do Francji na lotnisko pod Caen i wspierało natarcie wojsk brytyjskich i polskiej 1 Dywizji Pancernej. 2 Polskie Skrzydło Myśliwskie − 133 skrzydło myśliwskie RAF i pozostałe polskie dywizjony operowały z lotnisk brytyjskich wspierając ofensywę aliantów oraz zwalczając pociski V-1, które od 12 czerwca spadały na Londyn.
W dniu 25 kwietnia 1945 133 skrzydło myśliwskie (dywizjony 306, 309 i 315) oraz 300 dywizjon bombowy wzięły udział w ostatniej wielkiej wyprawie bombowej Lancasterów na siedzibę Hitlera w Berchtesgaden.

### Wysiłek bojowy
W dniu zakończenia wojny na lotniskach w Niemczech (Nordhorn i Werrelbusch) znajdowały się dyony 131 skrzydła myśliwskiego, we Włoszech 2 dyony (318 i 663); pozostałe w Anglii. W walkach powietrznych lotnicy polscy zestrzelili ok. 760 samolotów wroga. Lotnictwo myśliwskie wykonało 73 486 lotów bojowych. Dywizjony bombowe wykonały 11 706 lotów bojowych, zrzuciły ok. 15 tys. ton bomb i min oraz zniszczyły kilka nieprzyjacielskich okrętów . 

## Lotnictwo polskie na froncie wschodnim

### Operacje lotnicze wokół Warszawy

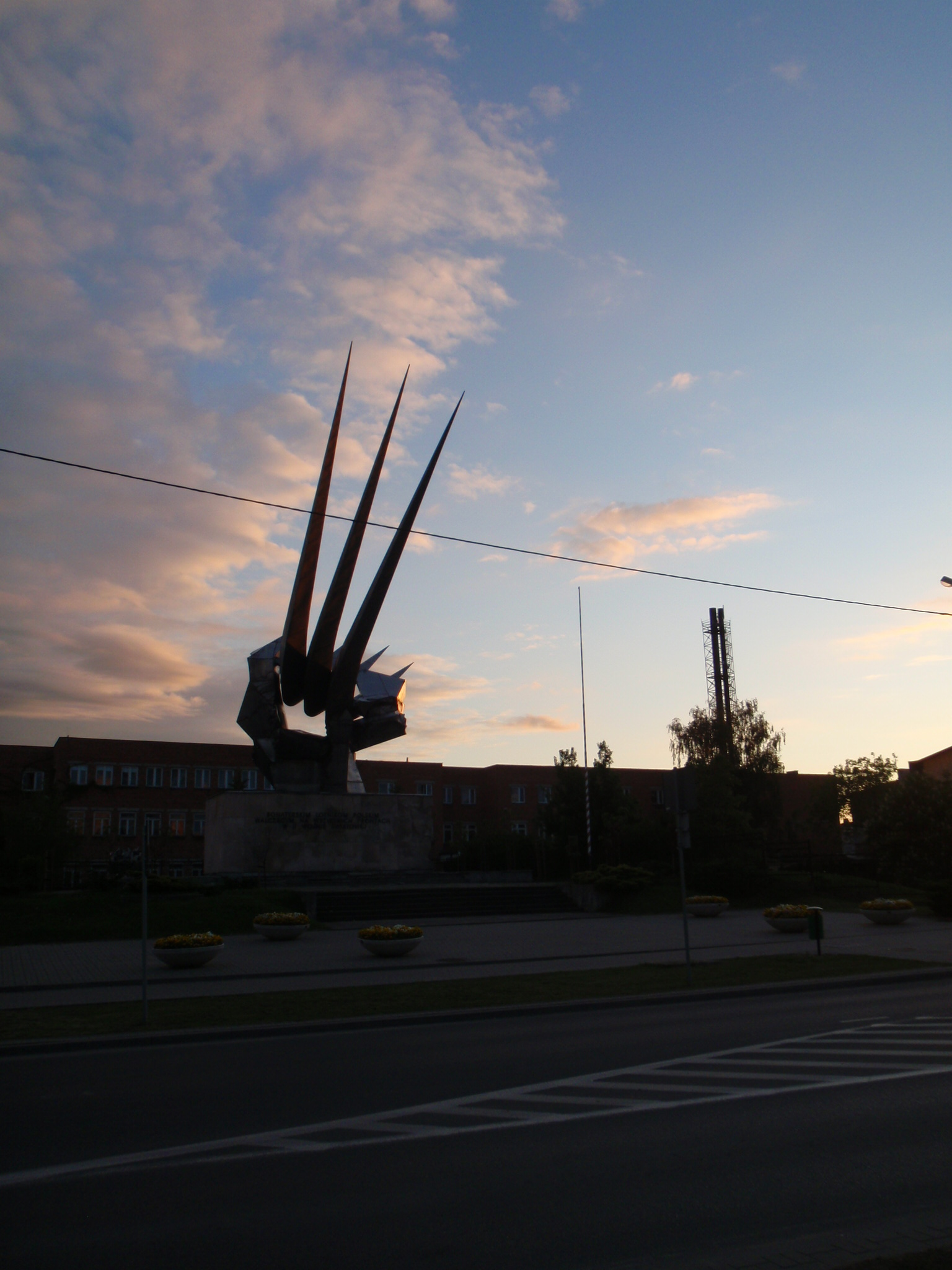
Pomnik Lotników w Warce upamiętniający walki stoczone nad miastem w 1944

W Związku Sowieckim zorganizowano w lipcu 1943 1 eskadrę lotnictwa myśliwskiego, na bazie której w sierpniu tegoż roku powstał 1 pułk lotnictwa myśliwskiego „Warszawa”. W kwietniu 1944 utworzono 2 pułk nocnych bombowców „Kraków” i 103 eskadrę lotnictwa łączności. Jednostki te w sierpniu 1944 uczestniczyły w obszarze działań 1 Armii WP w rejonie Warki. Z obu pierwszych jednostek i przekazanego przez  Naczelne Dowództwo Armii Czerwonej dowództwo pułku lotnictwa szturmowego utworzono 1 Dywizję Lotnictwa Bombowego, którą na początku listopada 1944 przemianowano na 4 Pomorska Mieszana Dywizja Lotnicza We  wrześniu 1944 dywizja ta wykonywała zadania na rzecz oddziałów walczących w powstaniu warszawskim, bombardując niemieckie stanowiska ogniowe oraz dokonując zrzutów broni i żywności dla powstańców. W następnych miesiącach wspierała 1 Armię WP w walkach o Jabłonnę i Legionowo, w operacji warszawskiej. 

### Operacje lotnicze w ofensywie na Berlin
W operacji wiślańsko-odrzańskiej lotnictwo polskie działało na korzyść wojsk sowieckich likwidujących okrążone zgrupowanie niemieckie w Pile oraz wspierało jednostki 1  Armii WP walczące o przełamanie obrony niemieckiej na Wale Pomorskim. Pułki lotnicze obezwładniały oddziały niemieckie, niszczyły transporty kolejowe i kolumny wojsk w okolicach Złocieńca, Szczecinka, Barwic, Świdwina, Drawska. Następnie polskie eskadry  wspierały związki taktyczne 1 Armii WP w Kołobrzegu, atakując stanowiska artylerii, urządzenia portowe i okręty niemieckie. Osłaniały też jednostki 1 Armii WP wzdłuż wybrzeża  od Kołobrzegu do wyspy Wolin  i jednocześnie prowadziły obserwację ruchu jednostek morskich oraz atakowały oddziały niemieckie na Wyspie Chrząszczewskiej. Zdziesiątkowane lotnictwo niemieckie, zarówno na Pomorzu, jak i wcześniej w okolicach Warszawy, nie stanowiło przeszkody w wykonywaniu zadań przez lotnictwo polskie. 
Aktywność lotnictwa niemieckiego wzrosła  w rejonie Berlina. W operacji berlińskiej wzięły udział w kwietniu i maju 4 Pomorska Mieszana Dywizja Lotnicza oraz 1 Mieszany Korpus Lotniczy posiadający w swoim składzie 2 Brandenburska Dywizja Lotnictwa Szturmowego i 3 Dywizja Lotnictwa Myśliwskiego. Początkowo pułki 4 Pomorskiej Mieszanej Dywizji prowadziły rozpoznanie i atakowały niemieckie stanowiska ogniowe na lewym brzegu Odry z zadaniem wsparcia 1 Armii WP podczas forsowania rzeki na odcinku Stara Rudnica – Gozdowice. Z chwilą przełamania obrony niemieckiej nad Odrą lotnictwo prowadziło rozpoznanie i atakowało oddziały niemieckie, by uniemożliwić im przeciwdziałanie na ziemi i w powietrzu. 
W dniu 20 kwietnia 1945 klucze samolotów 3 Pomorskiego Pułku-Szkolno-Bojowego, pod osłoną myśliwców 1  pułku lotnictwa myśliwskiego, atakowały oddziały Niemców w Bad Freienwalde i Eberswalde. W dniach następnych podobne uderzenia bombowo-szturmowe wykonywała 4  Dywizja Mieszana. Jednocześnie przez cały czas prowadzono rozpoznanie i atakowano nieprzyjaciela na przedpolu natarcia 1 Armii WP i sowieckiej 61 Armii. 1 Korpus Lotnictwa Mieszanego wszedł do działań 24 i 25 kwietnia 1945. Wspólnie z 4 Dywizją osłaniał ugrupowania własnych wojsk przed nalotami niemieckimi oraz prowadził rozpoznanie w okolicach Angermiinde, Templin, Neuruppin i Friesack. Grupy samolotów szturmowych w osłonie myśliwców atakowały zgrupowanie  niemieckie w okolicach Oranienburga, Kremmen, Fehrbellin, Dechtow, Neuruppin, Gross-Dolin i Gross-Schonebeck. 30 kwietnia i 1 maja 1945 dywizje przebazowano na północny zachód, i zachód od Berlina, na lotniska: Vehlefantz i Mothlow, z których wykonywały ostatnie w czasie II wojny światowej zadania .

### Wysiłek bojowy
Podstawowym zadaniem lotnictwa polskiego na wschodzie było wsparcie działań wojsk lądowych na polu walki, czyli  zadania typowe dla lotnictwa operacyjnego. W ciągu 9 miesięcy działań na froncie, polskie jednostki lotnicze wykonały ponad 13 tys. lotów na korzyść wojsk, z tego 5867 lotów wykonały jednostki bojowe, a pozostałe − oddziały lotnictwa pomocniczego. Straty niemieckie zadane przez lotnictwo na polach Mazowsza, Pomorza i pod Berlinem: 25 czołgów, 723 moździerze i działa artyleryjskie, 294 wagony, 28 parowozów, 5 barek, 1358 samochodów i setki wozów taboru konnego. Ponadto lotnictwo WP obezwładniło okresowo dziesiątki  baterii artylerii i zniszczyło kilkadziesiąt składów amunicji. W walkach powietrznych  zestrzelono na pewno 16 samolotów i 4 zniszczono na lotniskach. Lotnictwo na wschodzie brało udział we wszystkich ważniejszych operacjach 1 Armii WP .  

## Podsumowanie wysiłku bojowego
Ogółem polskie jednostki lotnicze walczące na frontach II wojny światowej wykonały ok. 110 tys. lotów bojowych, zestrzeliły 967 samolotów na pewno, 202 prawdopodobnie i 287 uszkodziły. Ponadto zestrzeliły 190 pocisków V-1 oraz zniszczyły wiele dział, czołgów, samochodów i innego sprzętu bojowego. Według danych szacunkowych w czasie II wojny światowej zginęło ok. 2500 polskich lotników. W porównaniu do utworzonych na emigracji sił powietrznych innych krajów, okupowanych przez Niemcy, lotnictwo polskie walczące na zachodzie i wschodzie dokonało największego wysiłku, zdobywając tym powszechne uznanie sojuszników .

## Upamiętnienie
Działania bojowe lotników  polskich w walkach nad Niemcami  zostały upamiętnione na Grobie Nieznanego Żołnierza w Warszawie, napisem na jednej z tablic po 1990 r. − „NIEMCY 24 III 1941 - 4 V 1945”.